# 陳昭安
陳昭安（Chen Chao-An，1995年6月22日—），臺灣苗栗縣人，為足球運動員，在足球場上司職前鋒，目前效力於台灣企業甲級足球聯賽俱樂部高市台電，也代表中華臺北足球隊參與國際比賽。

## 生平
陳昭安為臺灣苗栗縣人，自幼便與其兄長陳定暐踢足球，後在苗栗頭份當地的尖山國小教練劉恆亮的指導下，逐漸嶄露自身對於足球的資質，國中時來到鄰近的臺中市就讀於當地的足球名校，黎明國中，畢業後，高中再進入到擁有高中足球勁旅的臺中惠文高中就讀，並在該校足球校隊中效力，成為惠文高中校隊的主力進攻重心，更曾在高中聯賽攻進20幾球的記錄而獲得神射手的稱呼。
大學就讀臺灣體育大學，同樣加入該校足球校隊中效力。
2014台中國際東亞城市足球邀請賽中面對台中FC（B隊，由臺體大成員組成），陳昭安攻進1球，幫助台中FC（A隊）最終以4:0獲勝。
2015年在南韓光州舉辦的世界大學運動會，陳昭安代表中華臺北出賽，而對上地主國南韓的比賽雖然射進一球，最終仍以1:3落敗，然而該進球為中華臺北出賽世界大學運動會以來的首次進球。

## 職業生涯

### 俱樂部
陳昭安在2014年初時，前往中國參加中超球隊長春亞泰的青年隊測試，後於5月，由台體大趙榮瑞安排下，與陳陞洧以及司職門將的蔡碩哲前往日本J聯盟二級聯賽（J2）熊本深紅隨隊進行為期兩週的訓練，而先前陳昭安則已前往過愛媛FC進行訓練，雖當時已被該球隊注意，卻無簽下職業合約。
陳昭安的第一份職業合約是在2014年，東亞盃結束後，同年12月，由球探鄧明輝牽線，帶領賴志宣、陳昭安、翁偉賓、陳威全、吳俊青、蘇德財等六人前往中國益陽足球訓練基地，參與中甲湖南湘濤的測試，並在測試後，與包括陳昭安在內的吳俊青、陳威全三人正式簽署職業合約。
2015年2月25日，陳昭安隨隊前往土耳其進行移地訓練時，面對奥地利地區聯賽俱樂部ESV WELS的熱身賽中擔任中場，並攻進1球，幫助球隊6:1大勝。而如此出色的表現使得球隊公佈2015賽季的一線隊大名單時，將陳昭安放進28人名單中，為他首次進入湖南湘濤一線隊的名單，並且他也是球隊中年紀第2年輕的球員。
2018年底，陳昭安自湖南湘濤離隊後，返回台灣加入了台中FUTURO並幫助球隊於2019年台灣企業甲級足球聯賽資格賽中脫穎而出，成功地闖進台甲聯賽。

### 國家隊
陳昭安代表中華臺北出賽的國家隊資歷完整，先後曾代表過中華臺北U16、U19男子足球代表隊出賽，後代表過中華臺北U23足球代表隊出賽2016亞足聯U23錦標賽資格賽，惜最後中華臺北U23代表隊以小組第三的排名成績無法晉級。
陳昭安在2018年亞洲運動會足球比賽作為鋒線主力出賽。
目前陳昭安代表中華臺北男子足球代表隊出賽。

## 國家隊生涯統計

### 國家隊代表次數
| 中華台北國家足球隊      | 中華台北國家足球隊 | 中華台北國家足球隊 |
| 年                      | 出場               | 入球               |
| ----------------------- | ------------------ | ------------------ |
| 2015                    | 3                  | 0                  |
| 2016                    | 8                  | 1                  |
| 2017                    | 3                  | 1                  |
| 2018                    | 8                  | 0                  |
| 2019                    | 5                  | 0                  |
| 2021                    | 3                  | 0                  |
| 2022                    | 1                  | 0                  |
| 2023                    | 2                  | 0                  |
| 總計                    | 33                 | 2                  |
| 最後更新於2023年6月19日 |                    |                    |

| 中華台北 U23            | 中華台北 U23 | 中華台北 U23 | 中華台北 U23 |
| 年度                    | 出賽         | 進球         | 參考         |
| ----------------------- | ------------ | ------------ | ------------ |
| 2015                    | 3            | 0            | [ 19 ]       |
| 總計                    | 3            | 0            | [ 19 ]       |
| 最後更新於2017年6月10日 |              |              |              |

## 國家隊進球紀錄
| 進球紀錄 | 日期          | 地點                 | 對手   | 比分 | 賽果 | 比賽類型                 |
| -------- | ------------- | -------------------- | ------ | ---- | ---- | ------------------------ |
| #        | 2016年3月19日 | 臺灣台北田徑場       | 關島   | 1-0  | 3-2  | 友誼賽                   |
| 1        | 2016年11月9日 | 香港旺角大球場       | 香港   | 4-2  | 4-2  | 2017年東亞盃第二輪       |
| 2        | 2017年6月10日 | 新加坡惹蘭勿剎體育場 | 新加坡 | 1-2  | 1-2  | 2019年亞洲盃資格賽第三輪 |

## 資料來源
1. ↑  張克銘. . 湖南湘涛足球俱乐部.   [2015-10-22]. （原始内容存档于2017-01-13） （中文（臺灣））.
2. 1 2  張克銘. . 東森運動雲. 2015年3月24日  [2015-10-22]. （原始内容存档于2016-03-07） （中文（臺灣））.
3. 1 2  Shanks Huang. . 運動視界. 2015年3月10日  [2015-10-22]. （原始内容存档于2020-10-28） （中文（臺灣））.
4. 1 2  張克銘. . 東森旅遊雲. 2014年8月6日  [2015-10-22] （中文（臺灣））.
5. ↑  張克銘. . 東森新聞.   [2015-10-22]. （原始内容存档于2016-04-29） （中文（臺灣））.
6. ↑  黃祺文. . SSU大專學生運動網. 2015年4月12日  [2015-10-22]. （原始内容存档于2020-11-07） （中文（臺灣））.
7. 1 2  林宗偉. . 自由時報. 2014年8月7日  [2015-10-22]. （原始内容存档于2018-12-07） （中文（臺灣））.
8. ↑  中廣新聞網. . Yahoo奇摩新聞. 2015年7月20日  [2015-10-22]. （原始内容存档于2016-03-05） （中文（臺灣））.
9. ↑  王毓健. . 蘋果日報. 2015年7月2日  [2015-10-22]. （原始内容存档于2020-11-07） （中文（臺灣））.
10. 1 2  洪偵源. . 今日傳媒. 2014年5月9日  [2015-10-22] （中文（臺灣））.[永久]
11. 1 2  張克銘. . 東森運動雲. 2014年12月19日  [2015-10-22]. （原始内容存档于2017-04-02） （中文（臺灣））.
12. ↑  張克銘. . 今日傳媒. 2015年3月1日  [2015-10-22] （中文（臺灣））.
13. ↑  李弘斌. . 中國時報. 2018-12-31  [2019-02-11]. （原始内容存档于2019-04-28） （中文（臺灣））.
14. ↑  李弘斌. . 中國時報. 2019-01-17  [2019-02-11]. （原始内容存档于2019-02-03） （中文（臺灣））.
15. ↑  . ETtoday. 2018-07-30  [2018-08-12]. （原始内容存档于2018-08-12）.
16. ↑  . 中國時報. 2018-08-07  [2018-08-12]. （原始内容存档于2019-09-02）.
17. ↑  . 中國時報. 2018-08-10  [2018-08-12]. （原始内容存档于2018-08-13）.
18. ↑  . ETtoday. 2018-08-12  [2018-08-12]. （原始内容存档于2018-08-12）.
19. 1 2  . Soccerway.   [2015-10-22]. （原始内容存档于2018-06-13） （中文（臺灣））.

## 外部連結
- 陳昭安官方Facebook
- 湖南湘濤足球俱樂部官方網站 （页面存档备份，存于）